# Teatr Ziemi Łódzkiej

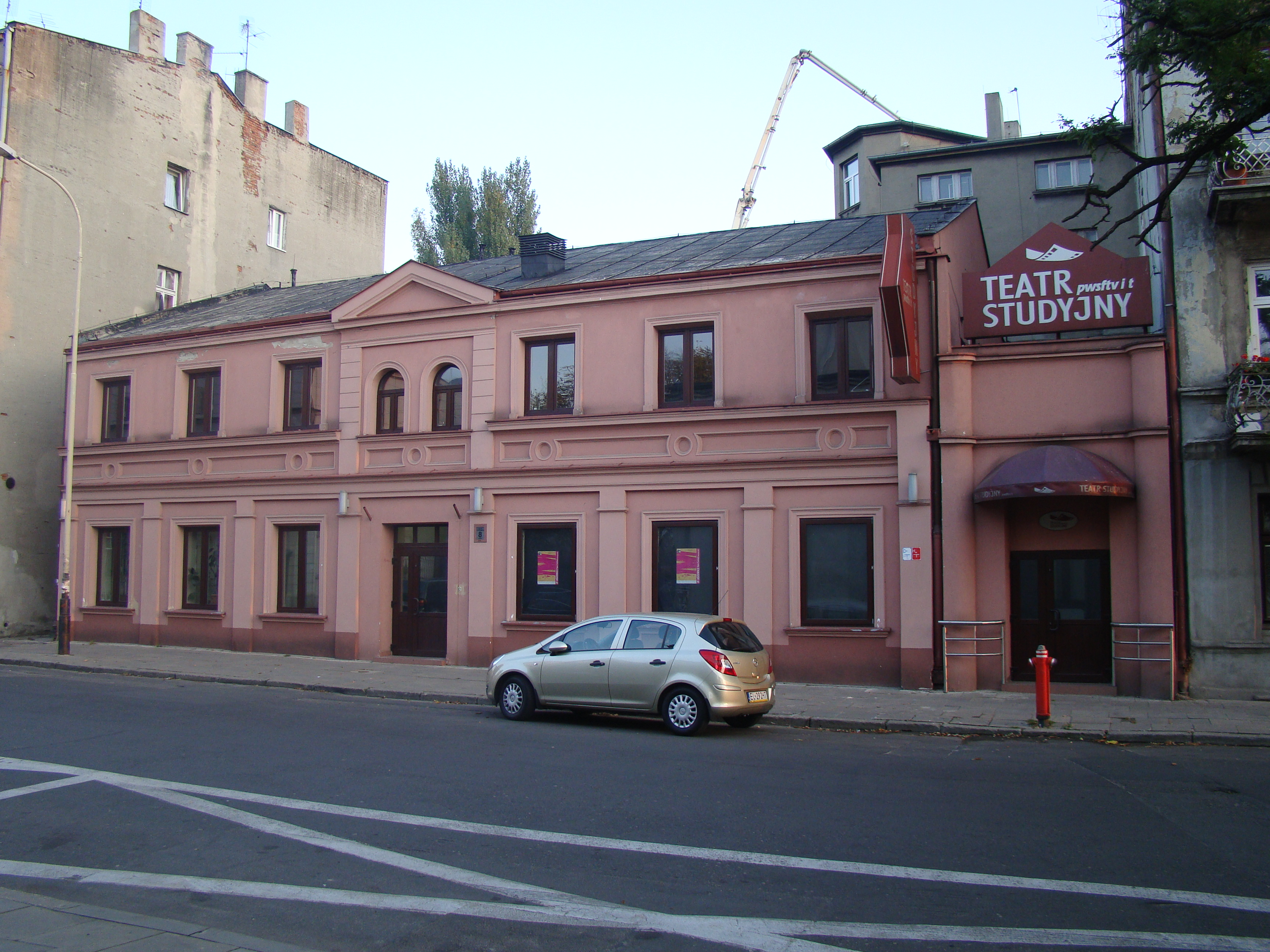
Siedziba teatru przy ul. Kopernika – obecnie Teatr Studyjny PWSFTviT

Teatr Ziemi Łódzkiej – teatr działający w Łodzi w latach 1953–1980.

## Historia
Powstał na początku lat pięćdziesiątych jako teatr objazdowy – pierwszy spektakl Damy i Huzary Aleksandra Fredry wystawił 2 maja 1953 w Bogusławicach pod Łodzią, a następnie prawie 300 razy w innych miejscowościach województwa łódzkiego. Do współorganizatorów teatru należeli m.in. Sabina Nowicka, Juliusz Saloni i Kazimierz Dejmek.
W 1958 zespół przejął budynek w Łodzi przy ul. Kopernika 8 na salę prób.  
Teatr zakończył działalność w 1980.
Budynek przy ul. Kopernika w 1983 stał się siedzibą Teatru Studyjnego' 83 im. Juliana Tuwima, a od 1998 należy do Państwowej Wyższej Szkoły Filmowej, Telewizyjnej i Teatralnej im. Leona Schillera w Łodzi i funkcjonuje jako Teatr Studyjny.